# Río Bravo (atracción)
Río Bravo es una atracción acuática del Parque Warner Madrid. Está basada en la película homónima de 1959. Consiste en una barca que avanza hasta pararse dentro de la montaña. La barca gira hacia la izquierda y cae para atrás a un pequeño lago salpicando a los asientos traseros. La barca vuelve a girar y recorre una recreación del Gran Cañón del río Colorado. A continuación aparece un poblado indio norteamericano y después un poblado abandonado del Viejo Oeste, para finalizar ascendiendo a oscuras por el interior de una mina. Cuando alcanza la cima, la barca gira, se abren unas puertas y cae a un gran lago desde una altura de 22 metros. Todo el recorrido está tematizado con música sincronizada en relación con los diferentes decorados.
- Datos: Q11202243